# Xã Edna, Quận Cass, Iowa
Xã Edna (tiếng Anh: Edna Township) là một xã thuộc quận Cass, tiểu bang Iowa, Hoa Kỳ. Năm 2010, dân số của xã này là 116 người.